# Richard Pryor
Richard Franklin Lenox Thomas Pryor III, född 1 december 1940 i Peoria, Illinois, död 10 december 2005 i Encino, Kalifornien, var en amerikansk ståuppkomiker och skådespelare. Bland Pryors insatser som skådespelare märks filmer som Lady Sings the Blues (1972), Chicago-expressen (1976), Avdelning 291 - Detroit (1978), California Suite (1978), Dårfinkarna (1980) och Stålmannen går på en krypto-nit (1983). Pryor samarbetade ofta med skådespelaren Gene Wilder.

## Biografi
Pryor inledde sin karriär som stå-upp komiker. Han hade småroller i filmer från slutet av 1960-talet och fick sitt stora genombrott 1972 i filmen Lady Sings the Blues'
Richard Pryor gestaltade ofta hallickar, knarkare och alkisar. Han satte en ny ribba och standard inom den komiska världen och banade vägen för många komiker, såsom Eddie Murphy, Robin Williams, Jamie Foxx, Dave Chappelle, Chris Rock och Martin Lawrence.
För sin roll i Stålmannen går på en krypto-nit fick han 4 miljoner dollar, vilket var den högsta summa dittills som en svart skådespelare fått för en filmroll.
År 1986 insjuknade han i multipel skleros och var inte med i några filmer efter 1997. Han medverkade 1995 i ett avsnitt av tv-serien Chicago Hope, där han spelade en MS-sjuk patient.

## Filmografi i urval
- 1968 – Rebell på öppen gata
- 1972 – Lady Sings the Blues
- 1973 – Wattstax
- 1974 – Uptown Saturday Night
- 1974 – Det våras för sheriffen (manus)
- 1976 – Car Wash - när man tvättar bilar och sånt
- 1976 – Chicago-expressen
- 1977 – Dödsjakten på racerbanan
- 1978 – Avdelning 291 - Detroit
- 1978 – The Wiz
- 1978 – California Suite
- 1979 – Mupparna
- 1980 – Vi litar på gud
- 1980 – Dårfinkarna
- 1981 – Rapp i käften
- 1983 – Stålmannen går på en krypto-nit
- 1985 – Brewsters miljoner
- 1988 – Borta bra men hemma bäst
- 1989 – Hör upp, blindstyre!
- 1989 – Harlem Nights
- 1991 – Se upp igen blindstyre
- 1994 – A Century of Cinema
- 1995 – Chicago Hope (TV-serie), avsnitt "Stand" (gästroll i TV-serie)
- 1997 – Lost Highway
- 1999 – Norm show (TV-serie)
- 2000 – Mina jag & Irene (endast arkivmaterial)